# 加卡內

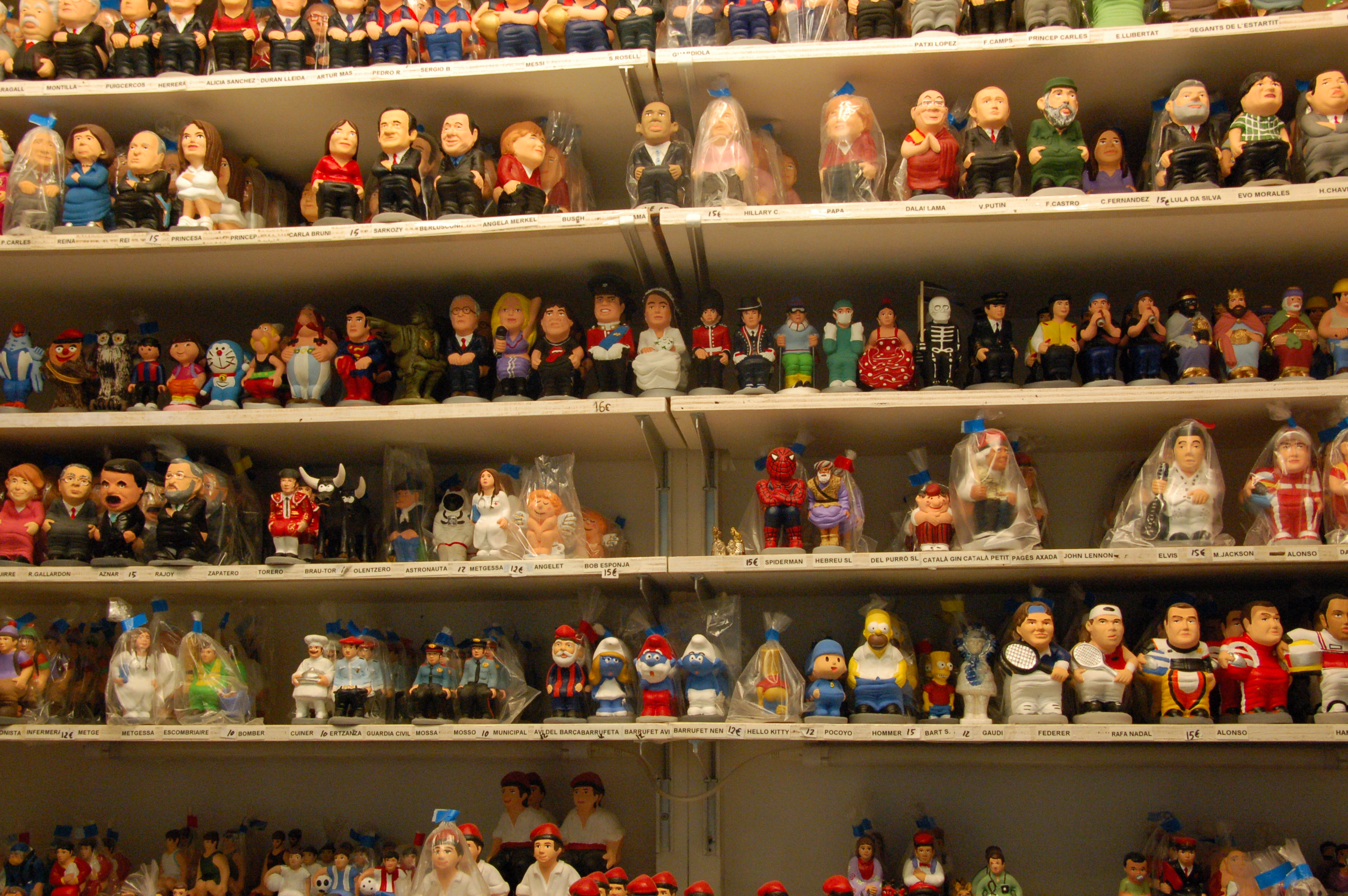
加卡內

加卡內（加泰隆尼亞語發音：[kəɣəˈne]，加泰隆尼亞語發音：[kaɣaˈne]），意譯為排便者、大便人、拉屎人、便便人偶，一種傳統人偶，流行於加泰隆尼亞及其鄰近地區。其造形多變，主要是描繪一個男人脫下褲子，蹲著排便的樣子。這種人偶在聖誕節期間很盛行，據說能為人帶來好運。在西班牙穆尔西亚地区、葡萄牙、意大利及法國南部也看得到這種人偶。

## 外形
傳統上，其外形為一個男性農夫，戴著加泰隆尼亞的傳統紅色帽子（巴雷提那），半蹲，脫下褲子，露出大部份的臀部，正在排便中。

## 歷史
其歷史可以追溯到17世紀至18世紀之間。